# Chihayafuru: Kami no Ku
Chihayafuru: Kami no Ku (ちはやふる　上の句 Chihayafuru: Hồi thượng cú) là phim điện ảnh Nhật Bản 2016 dành cho giới trẻ do Norihiro Koizumi (小泉徳宏) đạo diễn và viết kịch bản. với dàn diễn viên gồm Suzu Hirose, Shūhei Nomura, Mackenyu, Kamishiraishi Mone, Yūma Yamoto, Yūki Morinaga, Hiroya Shimizu, Miyuki Matsuda và Jun Kunimura. Đây là phần đầu trong hai live action phim chuyển thể từ loạt truyện manga Chihayafuru, do Yuki Suetsugu viết và minh họa. Phim được phát hành tại Nhật Bản bởi Toho vào ngày 19 tháng 3 năm 2016. Phần sau mang tên Chihayafuru: Shimo no Ku, công chiếu ở Nhật Bản vào ngày 29 tháng 4 năm 2016.

## Cốt truyện
Khi còn nhỏ, ước mơ của cô bé Chihaya Ayase là có thể nhìn thấy chị gái trở thành người mẫu số một Nhật Bản. Cho đến khi gặp Arata Wataya – cậu bạn vừa chuyển đến từ tỉnh Fukui, Chihaya mới tìm ra niềm đam mê thực sự của bản thân. Đó là karuta, một trò chơi truyền thống của Nhật Bản với những lá bài nhỏ ghi lại các bài thơ cổ. Cùng người bạn thời thơ ấu của Chihaya là Taichi Mashima, cả ba dần trở nên thân thiết và quyết tâm sẽ cùng nhau theo đuổi Karuta. Bốn năm sau, khi đã là học sinh cấp ba, biết được Arata không còn chơi karuta nữa, Chihaya và Taichi đã quyết định lập nên câu lạc bộ karuta mạnh nhất Nhật Bản, với niềm tin Arata chắc chắn sẽ quay trở lại với đam mê ngày nào.

## Diễn viên
- Suzu Hirose trong vai Chihaya Ayase[5]
- Shūhei Nomura trong vai Taichi Mashima[5]
- Mackenyu trong vai Arata Wataya[5]
- Mone Kamishiraishi (上白石萌音?) trong vai Kanade Ōe[5]
- Yūma Yamoto (矢本悠馬?) trong vai Yūsei Nishida[5]
- Yūki Morinaga (森永悠希?) trong vai Tsutomu Komano[5]
- Hiroya Shimizu (清水尋也?) trong vai Akihito Sudō[5]
- Mayu Matsuoka trong vai Shinobu Wakamiya
- Miyuki Matsuda trong vai Taeko Miyauchi[5]
- Jun Kunimura trong vai Harada[5]
- Ryōtarō Sakaguchi (坂口涼太郎?) trong vai Hiro Kinashi[5]
- Masane Tsukayama trong vai Hajime Wataya

## Sản xuất
Phim được quay tại đền Omi thuộc tỉnh Shiga. Nhạc chủ đề tên là "FLASH" thể hiện bởi nhóm nhạc Nhật Bản Perfume.

## Công chiếu
Phim được công chiếu vào ngày 19 tháng 3 năm 2016 tại Nhật Bản.
Phim cũng được công chiếu tại các nước theo chương trình Liên hoan phim toàn Đông Nam Á và Châu Á Thái Bình Dương có Việt Nam, Campuchia, Indonesia, Lào, Malaysia, Thái Lan và Úc do Trung tâm Châu Á trực thuộc Quỹ Giao lưu Quốc tế Nhật Bản tổ chức.

## Doanh thu
Phim đạt vị trí thứ 4 doanh thu phòng vé tại Nhật Bản trong tuần đầu tiên mở cửa, với 146,222 lượt mua vé và thu về Bản mẫu:Yên Nhật179 triệu.. Tổng lượt xem tính đến ngày 1 tháng 5 năm 2016 là 1,3 tỉ yên Nhật với 1.1 triệu lượt mua vé.

## Phần tiếp theo
Phần tiếp theo, mang tên Chihayafuru: Shimo no Ku, công chiếu ở Nhật Bản vào ngày 29 tháng 4 năm 2016.
Sau thành công của phần 1, phần 3 của phim sẽ được ra mắt vào năm 2018.

## Giải thưởng
| Năm  | Giải thưởng                           | Hạng mục                        | Đề cử                   | Kết quả   |
| ---- | ------------------------------------- | ------------------------------- | ----------------------- | --------- |
| 2016 | Giải thưởng phim Hochi lần thứ 41     | Phim điện ảnh xuất sắc nhất     | Chihayafuru: Kami no Ku | Đề cử     |
| 2016 | Giải thưởng phim Hochi lần thứ 41     | Đạo diễn xuất sắc nhất          | Norihiro Koizumi        | Đề cử     |
| 2016 | Giải thưởng phim Hochi lần thứ 41     | Nữ diễn viên xuất sắc nhất      | Suzu Hirose             | Đề cử     |
| 2016 | Giải thưởng phim Hochi lần thứ 41     | Nam diễn viên phụ xuất sắc nhất | Mayu Matsuoka           | Đề cử     |
| 2016 | Giải thưởng phim Hochi lần thứ 41     | Diễn viên trẻ xuất sắc nhất     | Mayu Matsuoka           | Đề cử     |
| 2016 | Giải thưởng phim Hochi lần thứ 41     | Diễn viên trẻ xuất sắc nhất     | Mackenyu                | Đề cử     |
| 2017 | Giải Viện Hàn lâm Nhật Bản lần thứ 40 | Nữ diễn viên chính xuất sắc     | Suzu Hirose             | Đoạt giải |
| 2017 | Giải Viện Hàn lâm Nhật Bản lần thứ 40 | Diễn viên trẻ của năm           | Mackenyu                | Đoạt giải |

## Đường dẫn bên ngoài
- Website chính thức
- Chihayafuru: Kami no Ku trên Internet Movie Database